# Nairn Bandstand

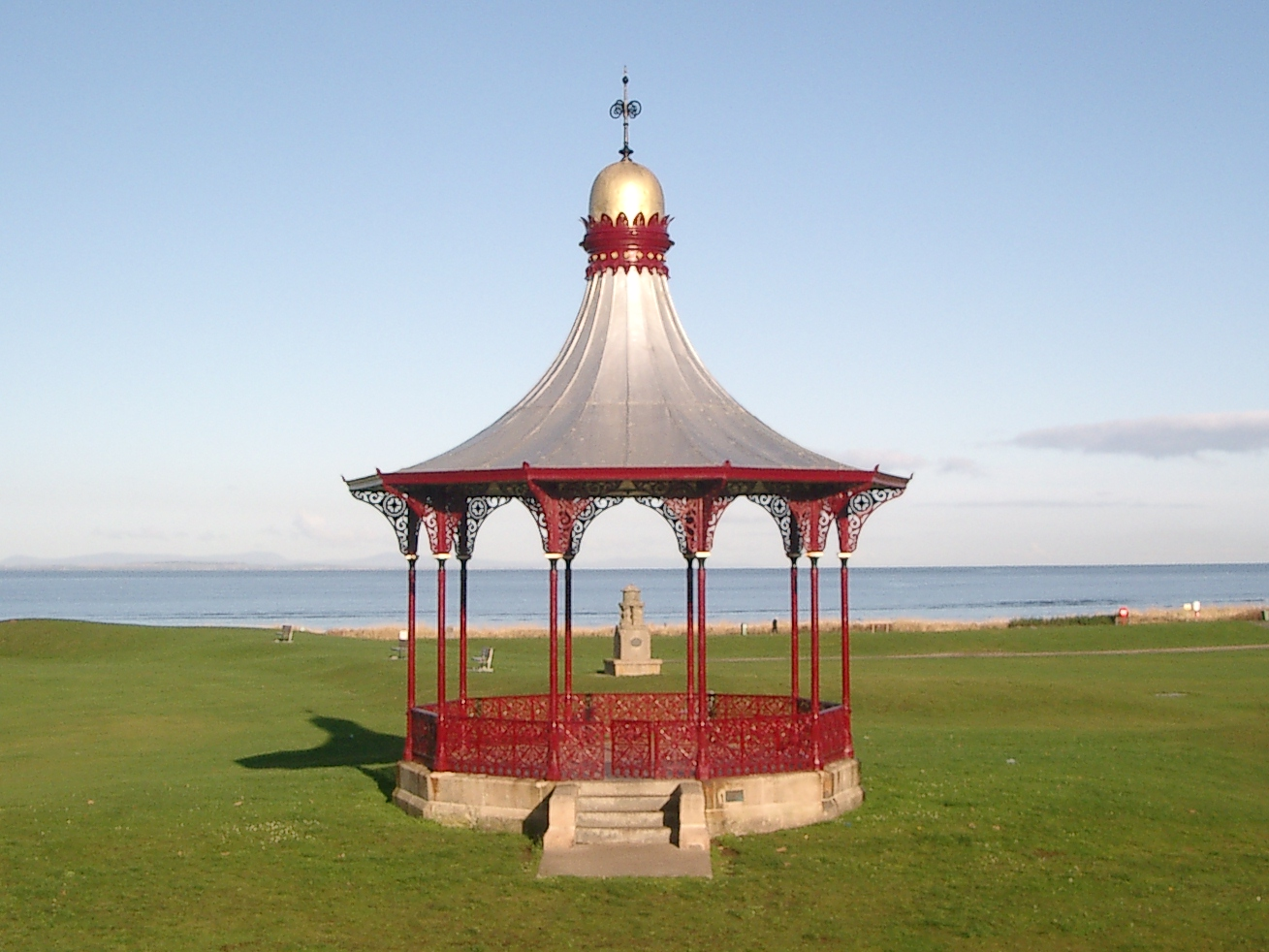
Nairn Bandstand

Der Nairn Bandstand ist ein Pavillon in der schottischen Ortschaft Nairn in der Council Area Highland. 1981 wurde das Bauwerk in die schottischen Denkmallisten in der höchsten Denkmalkategorie A aufgenommen.

## Beschreibung
Der Nairn Bandstand steht inmitten einer The Links genannten Grünfläche am Nordrand von Nairn nahe der Nairn-Mündung in den Moray Firth und dem Nairn Beach. Der Pavillon wurde im späten 19. Jahrhundert gefertigt. Da er auf der Karte der Ordnance Survey aus dem Jahre 1870 nicht verzeichnet ist, ist von einer späteren Errichtung auszugehen.
Der polygonale, konkret dekagonale Pavillon ruht auf einer steinernen Plinthe, welche zehn gusseiserne Pfeiler trägt. Zwischen den Pfeiler läuft eine reich ornamentierte schmiedeeiserne Brüstung um. Analog sind die schmiedeeisernen Kapitelle unterhalb des Daches ausgestaltet. Das polygonale, geschwungene Dach ist steil und mit bleierner Dachhaut ausgeführt. In seiner Apex ruht eine Kugel mit dekorativem Kragenornament und abschließender gusseiserner Verzierung.